# 髙村佳子
髙村 佳子（たかむら けいこ、1979年3月6日 - ）は、日本の著者。

## 来歴
広島県出身。広島県立呉三津田高等学校を経て、広島大学大学院博士課程前期（造形芸術教育学専修）修了。